# رابطة باي

المدارات الذرية والجزيئية، موضحا عليها الرابطة باي في أسفل يمين الصورة.

في الكيمياء، الرابطة باي (الرابطة π) هي الرابطة التي لها شكل مسطح عقدي يحتوي على الخط الفاصل بين الذرتين. وتحدث الرابطة عند حدوث تداخل جانبي بين مدارين p.
الرابطة باي تم تسميتها على الحرف الإغريقي "π"، كما في المدار p، حيث أن تشابه المدار للرابطة باي هو نفسه الموجود في المدار p (عند ملاحظتها من أسفل محور الرابطة). وعادة ما تتداخل المدارات p في مثل هذا النوع من الترابط. وعموما، فإن المدارات d وحتى الرابطة سيجما يمكن أن تتداخل في الرابطة باي.
الروابط باي عادة ما تكون أضعف من الرابطة سيجما لأن مداراتها تذهب أبعد من الشحنة الموجبة الموجودة في النواة، فهي توصف بقوة ربط أقل. وأظهرت نظرية الكم أن ضعف الرابطة باي يرجع لقلة التداخل بين المدارات p، نظرا لوضعهم الموازي لبعض. وبالرغم من أن الرابطة باي في حد ذاتها أضعف من الرابطة سيجما، فإن الرابطة باي تتواجد في الروابط المتعددة مع وجود رابطة سيجما من ضمن هذه الروابط، وناتج تواجد النوعين معا هو روابط أقوى من الرابطة سيجما المفردة. الذرات التي ترتبط برابطة ثنائية أو رابطة ثلاثية يكون بها رابطة سيجما واحدة، وباقي الروابط تكون من النوع باي. الروابط باي تنتج من تداخل المدارات المتوازية: يتقابل المداران المرتبطان يتقابلا طوليا ويكونا رابطة متوزعة أكثر من الرابطة سيجما. وتسمى الإلكترونات الموجودة في الرابطة باي بالإلكترونات باي.